# Bataille de Challans (6 juin 1794)
Pour les articles homonymes, voir Bataille de Challans.
Guerre de Vendée
Batailles
La troisième bataille de Challans a lieu le 6 juin 1794 lors de la guerre de Vendée. Elle s'achève par la victoire des républicains qui repoussent une attaque des Vendéens contre la ville de Challans.

## Prélude
Le 2 juin 1794, au village de la Bésilière, dans la paroisse de Legé, les forces vendéennes de l'armée d'Anjou, commandées par Stofflet et de l'armée du centre, sous les ordres de Sapinaud, se réunissent à celles du Bas-Poitou et du Pays de Retz commandées par Charette.
Le même jour, les Vendéens reçoivent un émissaire breton, Vincent de Tinténiac, porteur de dépêches du comte d'Artois, du roi de Grande-Bretagne George III et du ministre britannique Henry Dundas,,. Les officiers discutent alors des moyens à mettre en œuvre pour que les Britanniques et les émigrés puissent soutenir leur lutte et proposent la baie de L'Aiguillon-sur-Mer comme lieu de débarquement.
Quelques jours plus tard, les forces vendéennes se mettent ensuite en marche pour attaquer la ville de Challans.

## Forces en présence
La ville de Challans, auparavant fortifiée par le général Dutuy, est défendue par un bataillon de la Côte-d'Or et un bataillon d'Orléans, commandés par le général Jean-Baptiste Boussard,. Un détachement de cavalerie du 16e régiment de dragons est également présent. L'ensemble ne réunit que quelques centaines d'hommes, peut-être 800 selon l'historienne Françoise Kermina et 900 selon l'historien Lionel Dumarcet. Un état du 5 août 1794 attribue 300 hommes au poste de Challans.
Les forces vendéennes sont bien plus nombreuses. Selon un soldat vendéen capturé pendant la bataille et interrogé par le général Boussard, Charette était à la tête de 4 000 hommes à pied et de 200 cavaliers tandis que Stofflet commandait 2 000 fantassins et 100 cavaliers,. Selon les mémoires de l'officier vendéen Pierre-Suzanne Lucas de La Championnière, les troupes vendéennes sont fortes de 8 000  à   10 000 hommes à pied, dont 4 000 pour l'armée de Stofflet, et 900 cavaliers. Le Vendéen Le Bouvier-Desmortiers monte jusqu'à 14 000 hommes. L'historien Lionel Dumarcet évoque entre 8 000 et 9 000 hommes et Émile Gabory 8 000 à 10 000. Savin se joint à l'expédition, mais Joly, à cette époque à la tête de 2 000 hommes, ne semble pas y avoir participé. 

## Déroulement
Le 6 juin, les Vendéens, divisés en deux colonnes, attaquent Challans par la route de Saint-Christophe-du-Ligneron, à l'est. L'avant-garde de l'armée de Charette, menée par Louis Guérin, se porte au nord pour aborder le bourg par la route de Machecoul,. Le combat a lieu sur deux points : Boussard prend la tête du bataillon d'Orléans sur le flanc droit républicain et fait face aux Angevins de Stofflet, tandis que sur le flanc gauche l'adjudant-général Chadau mène le bataillon de la Côte-d'Or contre les Bretons et les Bas-Poitevins de Charette,, soutenu par Sapinaud,. 
D'après Boussard, une amazone —  peut-être Madame Dufief selon Alphonse de Beauchamp — « vêtue de nankin, s'est fait remarquer, elle caracolait à la tête des brigands »,.
Les forces de Charette engagent le combat les premières. Cependant les Vendéens se heurtent à une fusillade intense de la part de l'infanterie républicaine. Des charges de cavalerie achèvent ensuite de les mettre en déroute,. D'après l'officier vendéen Lucas de La Championnière, la charge presque suicidaire d'une vingtaine de cavaliers suffit à mettre en fuite l'avant-garde de Charette et la panique se communique ensuite au reste de son armée.
Repoussés, les Vendéens sont poursuivis sur une demi-lieue, sur la route de Saint-Christophe-du-Ligneron,. Cependant Stofflet parvient à couvrir la retraite qui s'effectue en bon ordre. Les Vendéens regagnent alors La Bésilière. 

## Pertes
Dans son premier rapport, adressé au général Vimeux et rédigé le jour même du combat, le général Boussard estime la perte des Vendéens à peut-être 200  à   300 hommes, mais dans un second rapport rédigé le lendemain, il revoit son estimation à la hausse, à 600 « brigands » restés sur le champ de bataille,. Plusieurs insurgés sont également faits prisonniers. Boussard ajoute que les brigands « se rendraient tous, s'ils ne craignaient pas qu'on les fit mourir »,. 
Les pertes républicaines sont, toujours d'après Boussard, de trois officiers — l'adjudant-général Brière, le capitaine de dragons Saint-James et le chef du bataillon d'Orléans — et de trois ou quatre soldats d'infanterie et de cavalerie. 
Selon les états du 11e bataillon de Paris, dit de la République, cinq hommes du bataillon sont mis hors combat le 6 juin 1794 à Challans : le volontaire Gabriel Aumaître, tué d'un coup de feu, le volontaire Claude Moreaux, mort de ses blessures le 10 juin, le caporal Alexandre Peychoto, mort de ses blessures le 23, le volontaire Claude Barbier, blessé d'un coup de feu à l'avant-bras gauche et le volontaire Georges Goudal, blessé par un coup de feu au cou.
Concernant les Vendéens, l'officier Bertrand Poirier de Beauvais affirme dans ses mémoires qu'ils n'éprouvèrent « pas un grand dommage » car « la déroute fut protégée ».
De même, un autre officier vendéen, Louis Monnier, chef de division dans l'armée d'Anjou, écrit dans ses mémoires que la « retraite fut une merveille pour des soldats qui n'avaient nulle connaissance de faire une retraite en ordre ». Selon lui, les pertes de l'armée d'Anjou ne sont que de deux tués.

## Conséquences
La défaite ranime quelques récriminations entre les différents chefs vendéens. Certains reprochent à Charette d'avoir attaqué trop tôt ou bien à Stofflet d'avoir attaqué trop tard. Dans ses mémoires, la comtesse de La Bouëre attribue la responsabilité de la défaite à Sapinaud, qui selon elle, n'a pas respecté le plan de bataille initial en se portant sur le centre alors qu'il devait se déployer à la gauche de Stofflet. Charette quitte les abords de Legé et s'installe dans la nuit du 7 au 8 juin à Belleville-sur-Vie, qui devient son quartier-général,. Le 8, l'armée de Stofflet quitte à son tour La Bésilière et reprend le chemin de l'Anjou.
Le 16 juin, les officiers vendéens rédigent leurs réponses aux courriers envoyés par le comte d'Artois et les Britanniques et les remettent à Vincent de Tinténiac, qui s'en retourne ensuite pour la Grande-Bretagne.